# John L. Russell
Pour les articles homonymes, voir John Russell et Russell.
John L. Russell, né le 15 mai 1905 et mort le 22 juillet 1967 à Los Angeles, est un directeur de la photographie américain.

## Filmographie partielle
- 1940 : Golden Gloves
- 1948 : So This Is New York
- 1948 : Le Fils du pendu (Moonrise)
- 1948 : Macbeth
- 1949 : The Green Promise
- 1950 : Trahison à Budapest (Guilty of Treason)
- 1950 : The Golden Gloves Story
- 1951 : The Man from Planet X
- 1951 : Government Agents vs. Phantom Legion (en)
- 1952 : Violence à Park Row
- 1952 : Arctic Flight
- 1952 : Invasion U.S.A.
- 1953 : Sword of Venus
- 1953 : Problem Girls
- 1953 : Le Monstre des temps perdus (The Beast from 20,000 Fathoms)
- 1953 : Traqué dans Chicago (City That Never Sleeps)
- 1954 : Le Maître du monde (Tobor the Great)
- 1954 : The Atomic Kid
- 1954 : Les Bas-fonds d'Hawaï (Hell's Half Acre), de John H. Auer
- 1955 : The Eternal Sea
- 1955 : Double Jeopardy
- 1955 : Lay That Rifle Down
- 1955 : Headline Hunters
- 1955 : Courage Indien (The Vanishing American)
- 1956 : Le tueur aux aguets (en) (When Gangland Strikes) de R. G. Springsteen
- 1956 : La Corde est prête (Star in the Dust)
- 1957 : Le Carrefour de la vengeance (it) (Hell's Crossroads)
- 1959 : Girls Town
- 1960 : Psychose (Psycho)
- 1962 : Le Cabinet du docteur Caligari (The Cabinet of Caligari) de Roger Kay
- 1965 : Billie (en)
- 1966 : Out of Sight
- 1968 : Les Complices (Jigsaw) de James Goldstone
- 1968 : Now You See It, Now You Don't (TV)
- 1969 : Backtrack!